# Americanismo (ideologia)
Americanismo é um conjunto de valores patrióticos dos Estados Unidos que visam criar uma identidade estadunidense coletiva e pode ser definido como "uma articulação do legítimo lugar da nação no mundo, um conjunto de tradições, uma linguagem política, e um estilo cultural imbuído de significado político". De acordo com a American Legion, uma organização de veteranos dos EUA, o americanismo é uma ideologia ou crença na devoção, lealdade ou fidelidade aos Estados Unidos da América, ou à sua bandeira, tradições, costumes, cultura, símbolos, instituições ou forma do governo. Nas palavras de Theodore Roosevelt, "o americanismo é uma questão de espírito, convicção e propósito, não de credo ou local de nascimento."
Americanismo tem dois significados diferentes. Pode referir-se às características que definem os Estados Unidos e pode também significar lealdade aos Estados Unidos e uma defesa dos ideais políticos estadunidenses. Esses ideais incluem, mas não estão limitados a autogoverno, igualdade de condições no tribunal, liberdade de expressão e crença no progresso. Esta coleção de ideais que forma a ideologia moderna do americanismo tem um apelo duradouro para pessoas de todo o mundo.

## História
Em um ensaio dedicado ao americanismo, Agnes Repplier enfatizou que, "De todos os países do mundo, nós e apenas nós temos a necessidade de criar artificialmente o patriotismo que é o direito de nascimento de outras nações". Desde as alterações demográficas raciais e étnicas da população americana causadas pela Lei Hart-Celler de 1965, o americanismo tem se enraizado menos em experiências culturais compartilhadas e mais em ideais políticos compartilhados.
O conceito de americanismo existe desde que os primeiros colonos europeus se mudaram para a América do Norte, aspirados por uma visão de um "farol de esperança" para o mundo. John Adams escreveu que os novos assentamentos na América foram "a abertura de uma grande cena e projeto em Providence para a iluminação dos ignorantes, e a emancipação da parte servil da humanidade em toda a terra". Essa compreensão do americanismo era um pensamento comum em todo o Novo Mundo após a Guerra de Independência dos Estados Unidos com expectativas de que a nação recém-independente se tornaria mais do que o que Thomas Paine chamou de "um asilo para a humanidade".
Durante o período pré-guerra, ao longo das décadas de 1830, 1840 e 1850, o americanismo adquiriu um significado político restritivo devido ao pânico moral nativista depois que o aumento da imigração irlandesa e alemã levou ao crescimento do catolicismo americano.
Os anos desde o fim da Guerra de Secessão até o fim da Segunda Guerra Mundial trouxeram um novo significado ao termo "americanismo" para milhões de imigrantes vindos da Europa e da Ásia. Aqueles foram tempos de grande crescimento econômico e de industrialização, e assim surgiu a cena americana que consiste na "democracia industrial" e no pensamento de que o povo é o governo na América. Desde então, o sucesso da nação americana trouxe um tremendo poder à noção de americanismo.
De acordo com Wendy L. Wall em Inventing the "American Way", o americanismo foi apresentado por uma campanha de propaganda nacional para contrastar com o comunismo e o fascismo, durante a Guerra Fria. Os benefícios do americanismo foram promovidos por meio dos ideais de liberdade e democracia.
Algumas organizações abraçaram o americanismo, mas levaram seus ideais mais longe, ou seja, a Ku Klux Klan acredita que o americanismo inclui aspectos de raça (pureza do americano branco) e do protestantismo americano.